# Rissoina artensis
Rissoina artensis is een slakkensoort uit de familie van de Rissoidae. De wetenschappelijke naam van de soort is voor het eerst geldig gepubliceerd in 1872 door Montrouzier.